# HD 73017
HD 73017，又名BD+53 1268，SAO 26935、HR 3400，是一颗恒星，视星等为5.66，位于銀經164.89，銀緯37.21，其B1900.0坐标为赤經8h 30m 54.3s，赤緯+53° 37.21′ 59″。